# リトアニアのユーロ硬貨

ユーロのシンボル

リトアニアのユーロ硬貨（リトアニアのユーロこうか）では、リトアニアにおけるユーロ硬貨について記述する。
ユーロ (EUR, €) は、欧州連合に加盟している多くの国で使われている通貨である。
ユーロ硬貨の片面はユーロ圏全域共通のデザイン、もう片面は各国の独自のデザインとなっている。各国共通の表面の詳細はユーロ硬貨を参照。2ユーロ硬貨以外の縁のデザインもまた、全域で共通である。独自デザインとされている裏面も、欧州連合を象徴する12個の星と発行年を西暦で表示することは共通である。
リトアニアのユーロ硬貨は、2004年11月11日にリトアニア銀行によって発表、Antanas Žukauskasによってデザインされた。
8種類の硬貨がリトアニアの国章であるヴィーティス (Vytis) に統一され、2015年1月1日に導入。
強いて違いを述べるのであれば、1ユーロおよび2ユーロ硬貨は外側の円に細かい縦線が、10、20、50ユーロセントは外側の円に細かい横線が彫られている。しかし、1、2、5ユーロセントは外側の円に細かい溝が彫られていない。
また、リトアニア語で「リトアニア」を意味するLIETUVAの文字が記されている。
| € 0.01                                     | € 0.02 | € 0.05           |
|                                            |        |                  |
| リトアニアの国章であるヴィーティス (Vytis) |        |                  |
| € 0.10                                     | € 0.20 | € 0.50           |
|                                            |        |                  |
| リトアニアの国章であるヴィーティス (Vytis) |        |                  |
| € 1.00                                     | € 2.00 | € 2 の縁（へり） |
|                                            |        |                  |
| リトアニアの国章であるヴィーティス (Vytis) |        |                  |